# 米蒿
米蒿（学名：Artemisia dalai-lamae）是菊科蒿属的植物，为中国的特有植物。分布在中国大陆的西藏、甘肃、内蒙古、青海等地，生长于海拔1,800米至3,200米的地区，一般生长在盐碱地、干草原、半荒漠草原、砾质干山坡、河漫滩等地区、干河谷、洪积扇及河边沙地上，目前尚未由人工引种栽培。

## 别名
达赖蒿、驴驴蒿（甘肃、内蒙古），碱蒿（甘肃），“达赖-沙里尔日”（蒙语名）